# Jancoaque
Jancoaque est une ville du département de La Paz dans la province de Pacajes en Bolivie.